# Cueca porteña
La cueca porteña es un subgénero de la música y danza cueca —la «danza nacional de Chile» desde 1979—, creado en el puerto de Valparaíso, Chile.

## Origen y temáticas
La cueca porteña es todo lo que se vincule al mundo porteño. La vida nocturna de Valparaíso ha influido en la cueca porteña, dándole gran desarrollo en locales nocturnos, entre ellos  Bares y Quintas de Recreo.

## Representantes
Los representantes más destacados son La Isla de la Fantasía, Los Paleteados del Puerto, el"Rincón de las Guitarras" y el Círculo de Cueca Urbana Porteña - Valparaíso, organizador del tradicional Campeonato de Cueca Porteña, además de otras agrupaciones que mantienen vigencia en los escenarios porteños.

## Bases
Este baile muestra específicamente la sensualidad de la dama y la destreza del varón

## Estructura
La cueca porteña mantiene la estructura clásica de la cueca:
- Cuarteto o copla
- Seguidilla
- Remate